# Klubb Super 8
Klubb Super 8 är ett oberoende videobolag/filmklubb/filmarkiv med fokus på främst svensk exploitation och kultfilm.
Klubb Super 8 startade hösten 1997 som en svensk filmklubb med inriktning på äldre svensk och internationell exploitation-film, inom ett antal olika filmgenrer som science fiction-film, skräckfilm och erotik. En stor del av intresset gäller svåråtkomliga kultfilmer skapade mellan 1930-talet och 1980-talet. Klubb Super 8 finns i Stockholm och ordnar ibland filmvisningar.
Klubb Super 8 driver också sedan 1999 videodistribution under namnet Klubb Super 8 Video, inriktad på att ge ut äldre svensk kultfilm, som rysare, mondofilm, thrillers, sci-fi och erotiska filmer. I många fall handlar det om filmer som fick mycket kritiska omdömen när de lanserades, och som därefter glömts bort eller förträngts av både filmhistoriker, kritiker och Svenska Filminstitutet. Detta trots att flera av filmerna, som till exempel Kärlekens språk (1969) och Kyrkoherden, hade stora publika framgångar.

## Festivaler och gästspel
Klubb Super 8s filmhistoriska gärning har lett till filmvisningar i bland annat Los Angeles, London, Tokyo, Paris, och Oslo.
Klubb Super 8 arrangerade i samarbete med Something Weird Video i Seattle den turnerande filmfestivalen Something Weird Film Festival 1998 och 1999 i Stockholm, Göteborg, Lund, Köpenhamn och Helsingfors. 1999 gästade den legendariska filmproducenten David F. Friedman festivalen.
Klubb Super 8 hade ett mycket uppskattat filmtält på Arvikafestivalen tre år i rad 2000-2002. Detta till trots att någon under första året gjorde en polisanmälan angående Klubb Super 8s filmval på festivalen.
Klubb Super 8 skapade kontrovers och rubriker i lokalpressen när filmklubben år 2000 blev inbjudna till Umeå Filmfestival för att välja film till serien Camera Obscura. Filmvalet andades kvinnoförakt enligt vissa och två personer avsade sig sina poster på festivalen.